# Coelinidea sommermanae
Coelinidea sommermanae är en stekelart som beskrevs av Riegel 1982. Coelinidea sommermanae ingår i släktet Coelinidea och familjen bracksteklar. Inga underarter finns listade i Catalogue of Life.